# Çınarlı, İskenderun
Çınarlı là một xã thuộc huyện İskenderun, tỉnh Hatay, Thổ Nhĩ Kỳ. Dân số thời điểm năm 2011 là 795 người.